# Spiochaetopterus
Spiochaetopterus is een geslacht van borstelwormen uit de familie van de Chaetopteridae. De wetenschappelijke naam van het geslacht werd in 1856 gepubliceerd door Michael Sars.

## Soorten
- Spiochaetopterus bergensis Gitay, 1969
- Spiochaetopterus costarum (Claparède, 1869)
- Spiochaetopterus creoceanae Bhaud, Martin & Gil, 2003
- Spiochaetopterus iheyaensis Nishi, 2008
- Spiochaetopterus izuensis Nishi, Bhaud & Koh, 2004
- Spiochaetopterus koreana Bhaud, Koh & Hong, 2002
- Spiochaetopterus madeirensis Langerhans, 1881
- Spiochaetopterus manazuruensis Nishi, 2003
- Spiochaetopterus nonatoi Bhaud & Petti, 2001
- Spiochaetopterus oculatus Webster, 1879
- Spiochaetopterus okinawaensis Nishi & Bhaud, 2000
- Spiochaetopterus patagonicus Kinberg, 1866
- Spiochaetopterus sagamiensis Nishi, Miura & Bhaud, 1999
- Spiochaetopterus sanbanzensis Nishi, Bhaud & Koh, 2004
- Spiochaetopterus sesokoensis Nishi & Bhaud, 2000
- Spiochaetopterus solitarius (Rioja, 1917)
- Spiochaetopterus tropicus Grube, 1877
- Spiochaetopterus typicus M Sars, 1856

Niet geaccepteerde soorten:
- Spiochaetopterus challengeriae McIntosh, 1885 → Phyllochaetopterus claparedii McIntosh, 1885
- Spiochaetopterus herdmani Hornell in Willey, 1905 → Phyllochaetopterus herdmani (Hornell in Willey, 1905)